# Weiße Revolution

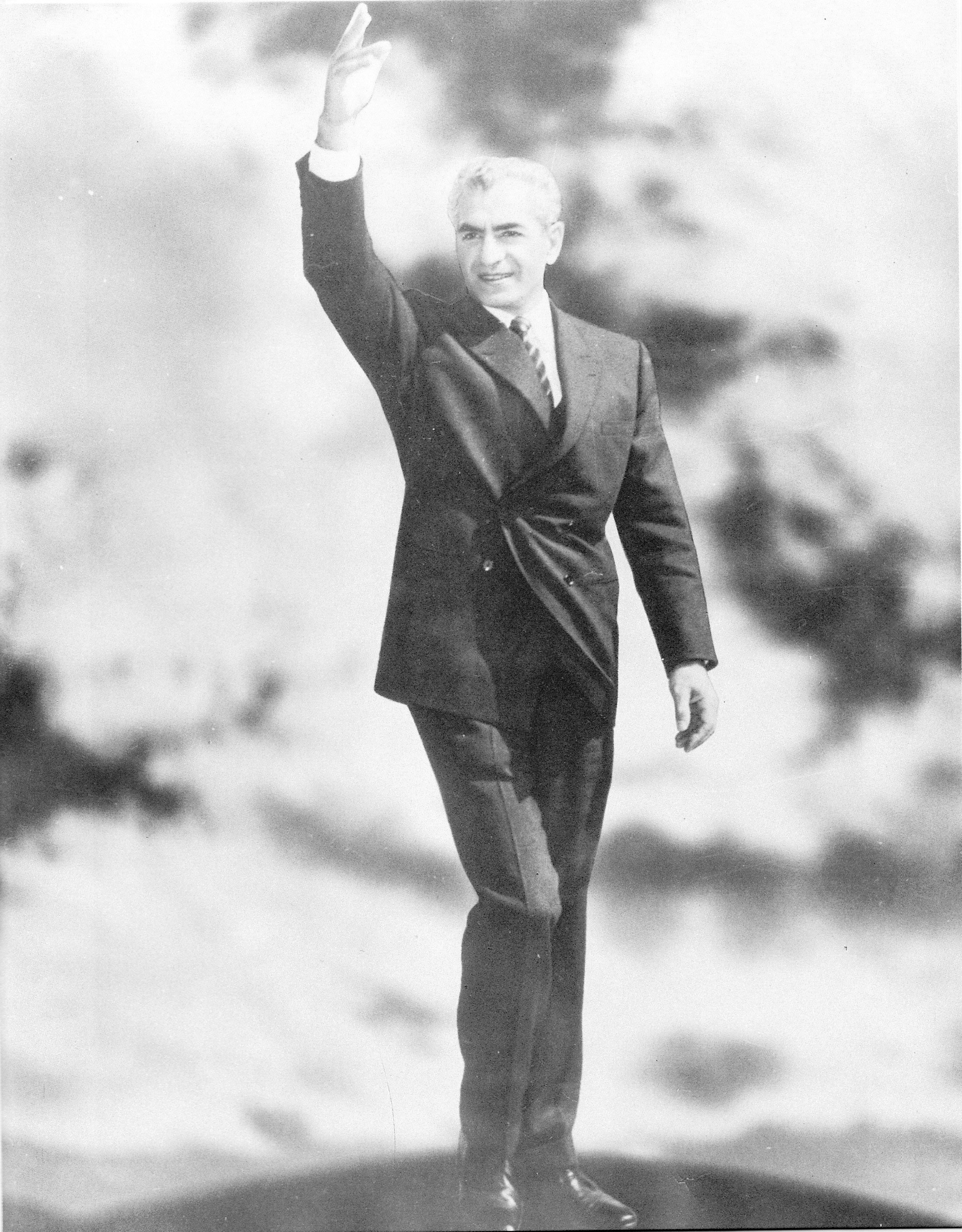
Schah Mohammad Reza Pahlavi, 1963

Die Weiße Revolution (persisch اانقلاب سفید Enghelāb-e Sefid), eigentlich انقلاب شاه و مردم Enghelab-e Schah o Mardom, ‚Revolution von Schah und Volk‘ (oder Enghelāb-e Schāh o Mellat, „Revolution von Schah und Nation“), war ursprünglich ein 6 Punkte umfassendes Reformprogramm, das von Schah Mohammad Reza Pahlavi nach Plänen von Ali Amini am 11. Januar 1963 auf dem Nationalkongress der Bauern von Iran in Teheran vorgestellt und am 26. Januar 1963 durch ein Referendum verabschiedet wurde. Es sollte den Iran modernisieren und die dortige soziale Situation verbessern.

## Vorgeschichte

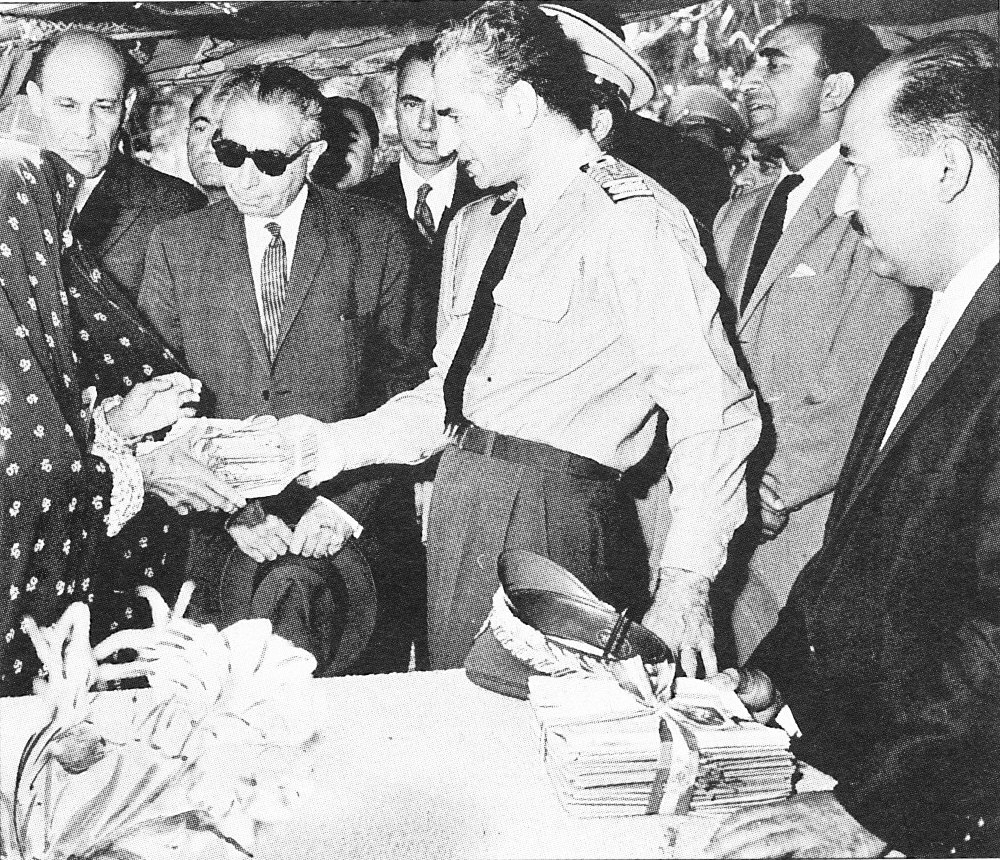
Schah Mohammad Reza Pahlavi, Premierminister Amini und Landwirtschaftsminister Arsanjani bei der Verteilung von Landbesitzurkunden in Kermānschāh, 1961

Bereits 1943 hatte Schah Mohammad Reza Pahlavi fünf grundlegende Sozialrechte für alle Iraner in seiner Neujahrsansprache formuliert: das Recht auf ein angemessenes Minimum an Ernährung, Kleidung, Wohnung, Bildung und Gesundheitsversorgung.

„Der Verdienst eines Mannes muss in jedem Fall ausreichen, um ihm und seiner Familie die genannten Dinge zu sichern. Ist das nicht der Fall, so müssen die Regierung oder karitative Organisationen, oder beide, einspringen und ihm helfen.“

1961 arbeiteten 75 % der Bevölkerung Irans in der Landwirtschaft. Eine Reform, die die wirtschaftliche Situation der iranischen Bevölkerung verbessern sollte, musste also auf dem Agrarsektor begonnen werden. Als besondere Aufgabe galt die Durchführung einer Landreform, mit der die Eigentumsverhältnisse des agrarischen Grundbesitzes grundlegend verändert werden sollten.
Der erste Schritt der Landreform, eine Umverteilung des Landes von Großgrundbesitzern an kleinere Landarbeiter, wurde im eigentlichen Sinne schon Ende der 50er Jahre begonnen. Insbesondere der Schah vergab mehr als 500.000 Hektar Land an etwa 30.000 besitzlose Familien. Vor der Landreform befanden sich 70 % des anbaufähigen Bodens im Besitz einer kleinen Schicht von Großgrundbesitzern oder religiösen Stiftungen. Es gab noch kein amtliches Grundbuch. Vielmehr war der Landbesitz über Besitzurkunden verbrieft, wobei in der Urkunde nicht eine bestimmte, vermessene Landfläche, sondern ein bestimmtes Dorf und das zu dem Dorf gehörende Land verbrieft war. 50 % der landwirtschaftlich nutzbaren Fläche Irans war vor der Bodenreform in der Hand von Großgrundbesitzern, 20 % gehörte karitativen oder religiösen Stiftungen, 10 % waren staatliches Eigentum oder Eigentum der Krone und nur 20 % gehörten freien Bauern. Vor Beginn der Landreform hatte man 18.000 Dörfer erfasst, deren Land unter den in dem Dorf wohnenden Bauern aufgeteilt werden sollte.
Der Schah hatte schon seit vielen Jahren von der Notwendigkeit einer Landreform gesprochen, aber der Widerstand der Geistlichkeit hatte ihn immer wieder dazu veranlasst, die Reform aufzuschieben. Zum Ende der Regierungszeit von Premierminister Manutschehr Eghbal war vom damaligen Landwirtschaftsminister Dschamschid Amusegar dem Parlament ein Gesetz zur Landreform vorgelegt worden, das aber von den Vertretern der Großgrundbesitzer im Parlament so verwässert worden war, dass es trotz des am 6. Juni 1960 verabschiedeten ersten Gesetzes zur Landreform zu keiner grundlegenden Neuverteilung des Landbesitzes im Iran kam.
Am 11. November 1961 beauftragte der Schah Premierminister Ali Amini, Vorschläge zur Umsetzung des geplanten Reformprogramms auszuarbeiten. Am 14. November 1961 erklärte Amini, dass der Schah ihn mit Sondervollmachten zur Umsetzung des Reformprogramms ausgestattet hätte. Die Abgeordneten der Nationalen Front übten massive Kritik an Amini, so dass Amini am Ende die Anführer der Reformkritiker verhaften ließ. Im Januar 1962 wies er seinen Landwirtschaftsminister Hassan Arsanjani an, das Gesetz zur Landreform aus dem Jahr 1960 zu überarbeiten. Den Großgrundbesitzern war von nun an nur noch das Eigentum an einem einzigen Dorf gestattet. Den Rest ihres Landbesitzes mussten sie an den Staat verkaufen, der es wiederum zu einem erheblich niedrigeren Preis an die landlosen Bauern abgeben sollte. Ferner räumte der Staat den Bauern günstige Kredite ein, wenn sie sich zu landwirtschaftlichen Kooperativen zusammenschlossen. Aufgrund der anhaltenden Protestaktionen gegen das Reformprogramm und wegen eines wachsenden Haushaltsdefizits trat Premierminister Amini am 18. Juli 1962 zurück. Amini wollte das Haushaltsdefizit durch eine Kürzung der Rüstungsausgaben erreichen, was allerdings politisch nicht durchzusetzen war.
Mit der Weißen Revolution wollte Mohammad Reza Schah die wirtschaftliche und soziale Reform Irans in einem koordinierten Reformvorhaben vorantreiben. Das Kabinett von Premierminister Asadollah Alam wurde nach dem Rücktritt Aminis beauftragt, die Reformen in entsprechende Gesetze zu fassen. Im Januar 1963 wurde eine von Landwirtschaftsminister Arsanjani entworfene Ergänzung des Gesetzes zur Landreform verabschiedet, das dem noch aus der Kadscharenzeit bestehenden Feudalsystem Irans das endgültige Aus bereiten sollte. Die Kritiker der Landreform aus den Reihen der Großgrundbesitzer beschuldigten Arsanjani, dass das Reformgesetz gegen die Verfassung, die Gesetze des Islam und die bestehenden Gesetze des Landes verstoßen würden.

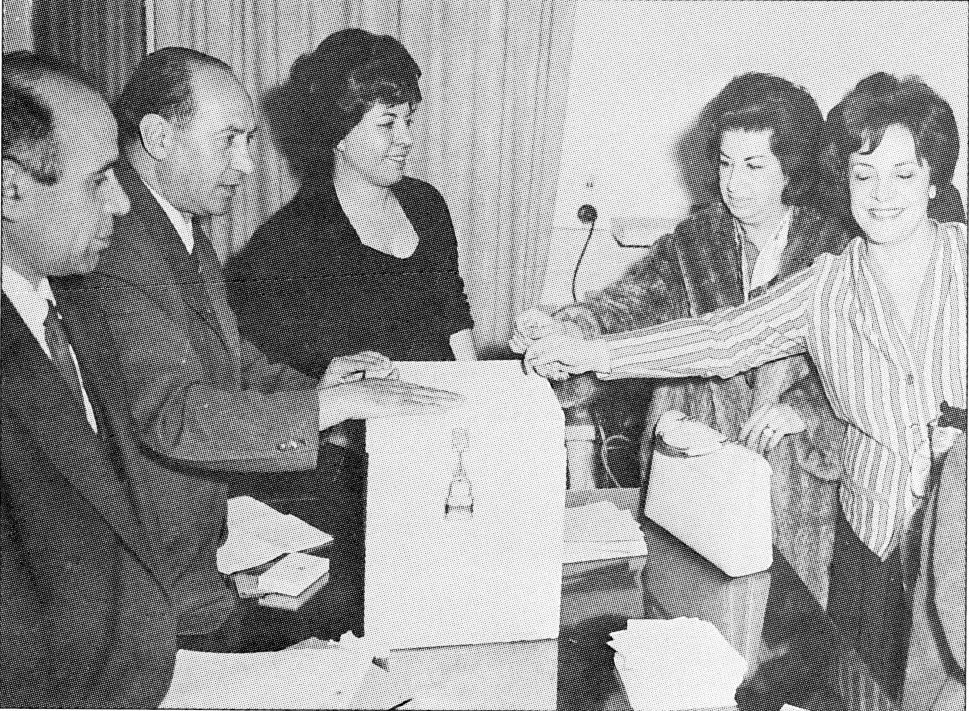
Frauen gehen zum ersten Mal zur Wahl, 1963

Es wurde deutlich, dass sich das Programm der Weißen Revolution und vor allem die Landreform gegen den Widerstand der Großgrundbesitzer und der Geistlichkeit nur würde durchsetzen lassen, wenn es von der breiten Mehrheit der Bevölkerung Irans getragen werden würde. Aus diesem Grund plante der Schah ein Referendum, in dem die iranischen Bürger darüber abstimmen sollten, ob sie die Reformvorhaben befürworten oder ablehnen würden. Ruhollah Chomeini, Geistlicher und vermögender Grundbesitzer, sprach sich gegen das Referendum vom 26. Januar 1963 aus. Er brandmarkte dies als ein gegen Gott gerichtetes Vorhaben und rief alle Gläubigen auf, nicht an der Abstimmung teilzunehmen. Beim Referendum sprachen sich 5.598.711 Iraner dafür und 4.115 dagegen aus. Großajatollah Hossein Borudscherdi hatte sich ebenfalls gegen das Reformprogramm ausgesprochen, doch durch seinen Tod im März 1961 wurde die gegen die Weiße Revolution gerichtete Fatwa ungültig.
Mohammad Reza Schah hatte vor der Volksabstimmung erklärt:

„Wenn ich mich entschlossen habe, über diese Reformen eine Volksabstimmung herbeizuführen, dann deshalb, weil ich verhindern will, dass unsere Bauern jemals wieder Leibeigene werden, dass die Bodenschätze unseres Landes dem Gewinnstreben einiger weniger zugute kommen, und dass die Bedeutung dieser revolutionären Veränderungen nicht mehr auf Betreiben einer Minderheit beeinträchtigt oder zerstört werden kann.“

Ein weiterer wichtiger Punkt der Reformen war die Stärkung der Rechte der Frauen. Im Vorfeld des Referendums gab es Diskussionen, ob Frauen, die bis zu diesem Zeitpunkt noch kein Wahlrecht hatten, ebenfalls an der Abstimmung teilnehmen sollten. Um die Rechtmäßigkeit des Referendums nicht zu gefährden, einigte man sich darauf, dass Frauen ihre Stimme in von Männerstimmen getrennte Urnen werfen sollten, dass die Stimmen der Frauen getrennt ausgezählt, aber nicht dem rechtlich bindenden Abstimmungsergebnis hinzugerechnet werden sollten.
Am 27. Februar 1963 verabschiedete der Schah ein Dekret, mit dem die iranischen Frauen das allgemeine und freie Wahlrecht erlangten.

## Inhaltliche Zielsetzung

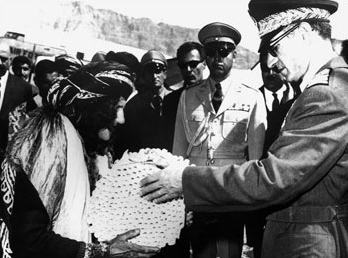
Schah Mohammad Reza Pahlavi bei der Übergabe von Landbesitzurkunden

### Das 6-Punkte-Programm
Die ursprünglichen 6 Punkte der Weißen Revolution umfassten:
1. Abschaffung des Feudalsystems und Verteilung des Ackerlandes von Großgrundbesitzern an Bauern
2. Verstaatlichung aller Wälder und Weideflächen
3. Privatisierung staatlicher Industrieunternehmen zur Finanzierung der Entschädigungszahlungen an die Großgrundbesitzer
4. Gewinnbeteiligung für Arbeiter und Angestellte von Unternehmen
5. Allgemeines aktives und passives Frauenwahlrecht
6. Bekämpfung des Analphabetentums durch den Aufbau eines Hilfslehrerkorps (Armee des Wissens)

Die am meisten kontrovers diskutierten Punkte dieses Reformprogramms waren die Landreform und die Stärkung der Rechte der Frauen. In beiden Bereichen standen die Reformvorstellungen von Mohammad Reza Schah im Widerspruch zu den Vorstellungen der Geistlichkeit. In ihrer Gegnerschaft zur Landreform fanden die Geistlichen starke Verbündete bei den Großgrundbesitzern. Die Allianz gegen die Stärkung der Frauenrechte war weniger klar definiert. Dafür fanden sich breite Schichten der Bevölkerung, die ihre konservativen Vorstellungen von der Rolle der Frau in Ehe und Gesellschaft nicht aufgeben wollte. Die Geistlichkeit bildete das Sprachrohr der Konservativen und die Kaufleute des Basars finanzierten den Feldzug der Geistlichkeit gegen jede Veränderung.

### Armee des Wissens (Sepah-e Danesch)

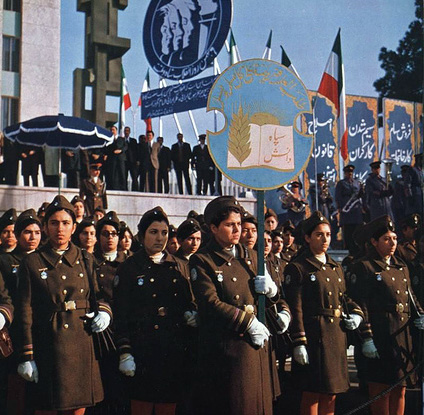
Die Armee des Wissens bei einer Parade, Teheran, 1965

Im Oktober 1963 wurde vom Parlament ein Gesetz verabschiedet, mit dem das Erziehungsministerium und das Verteidigungsministerium beauftragt wurden, die Wehrpflichtigen, die das Gymnasium mit dem Abitur abgeschlossen hatten, zu Hilfslehrern, der Armee des Wissens (Sepah-e Danesch), auszubilden, um dem akuten Lehrermangel auf den Dörfern abzuhelfen. Junge Wehrpflichtige, sowohl junge Männer wie junge Frauen, konnten sich nach der Grundausbildung zu diesem Ersatzdienst melden und wurden dann nach einer vier Monate dauernden Weiterbildung in die entsprechenden Dorfschulen entsandt. Wer vor der Ableistung seines Wehrdienstes ein Studium begonnen hatte, konnte dies zu Ende führen und war dann verpflichtet, seinen Wehrdienst bei der Armee des Wissens abzuleisten.
Der Einsatz der Armee des Wissens erwies sich als Erfolg. So wurden von der Gründung der Armee des Wissens bis zu deren Auflösung nach der Islamischen Revolution von nahezu 200.000 jungen Männern und Frauen mehr als 2,2 Mio. Jungen und Mädchen und mehr als 1 Mio. Erwachsene unterrichtet. Die Rate der erwachsenen Analphabeten auf den Dörfern lag zu Beginn des Programms bei 95 %, wobei viele Personen, die lesen und schreiben konnten, keinen regulären Schulabschluss nachweisen konnten. Zehn Jahre nach Beginn des Programms betrug die Zahl der Analphabeten in den Dörfern unter 80 %. Als des Lesens und Schreibens mächtig sind in dieser Zahl nur die Personen erfasst worden, die einen Schulabschluss nachweisen konnten. Im Jahr 1969 wurden in Dörfern in ganz Iran 293.000 Schüler in 7.541 im Rahmen des Alphabetisierungsprogramms neu gebauten Schulen unterrichtet; im Jahr 1976 waren es bereits 656.000 Schüler in 14.732 neuen Schulen. In einer 1973 veröffentlichten Studie der UNESCO wurde der Beitrag der Armee des Wissens als „bedeutend (considerable)“ bezeichnet. Aufgrund dieses Erfolges wurde der Gedanke, junge Wehrpflichtige am Aufbau des Landes stärker zu beteiligen, ausgeweitet und Pläne für die Gründung einer Gesundheitsarmee ausgearbeitet.
1972 wurde der Armee des Wissens auf Grund ihrer erfolgreichen Arbeit der UNESCO K. Kruskaya Bildungspreis verliehen. So besuchten im Jahr 1968 493.247 Schüler den Unterricht. Im Jahr 1969 waren es bereits 861.657. In diesem Zeitraum waren neben zu den 8.873 „Lehrer in Uniform“ von der „Armee des Wissens“ weitere 23.856 Freiwillige als Lehrer in 161 Einrichtungen tätig, die örtliche Bildungskampagnen organisierten. Die Tatsache, dass Wehrpflichtige ihren Wehrdienst als Lehrer ableisten konnten, wurde von der UNESCO besonders gewürdigt.
Mohammad Reza Schah hatte bereits 1967 den „Mohammad Reza Pahlavi Bildungspreis“ gestiftet, der bis 1976 am 8. September, dem Weltalphabetisierungstag, verliehen wurde.
Die vor allem seit dem Bestehen der Islamischen Republik verstärkt öffentlich auftretenden Kritiker des Programms entgegnen hingegen, dass es Kinder auf dem Land dem Einfluss der Geistlichen entzogen habe, die die Kinder bis dahin nach traditionellen Vorstellungen unterrichtet hatten. Die meist jungen und unerfahrenen, aus den Städten stammenden Wehrpflichtigen konnten meist mit den Landbewohnern keine Beziehung aufbauen: häufig sprachen sie unterschiedliche Sprachen, waren mit Widerstand der Familien und Geistlichen konfrontiert und waren auch meist unfreiwillig in den Lehrerdienst aufs Land gesendet worden. Angesichts der Realität in den Dörfern radikalisierte sich ein Teil der Wehrpflichtigen. Der Einfluss der Armee des Wissens auf das ländliche Analphabetentum war nach Meinung der Kritiker des Programms gering.

### Gesundheitsarmee (Sepah-e Behdascht)

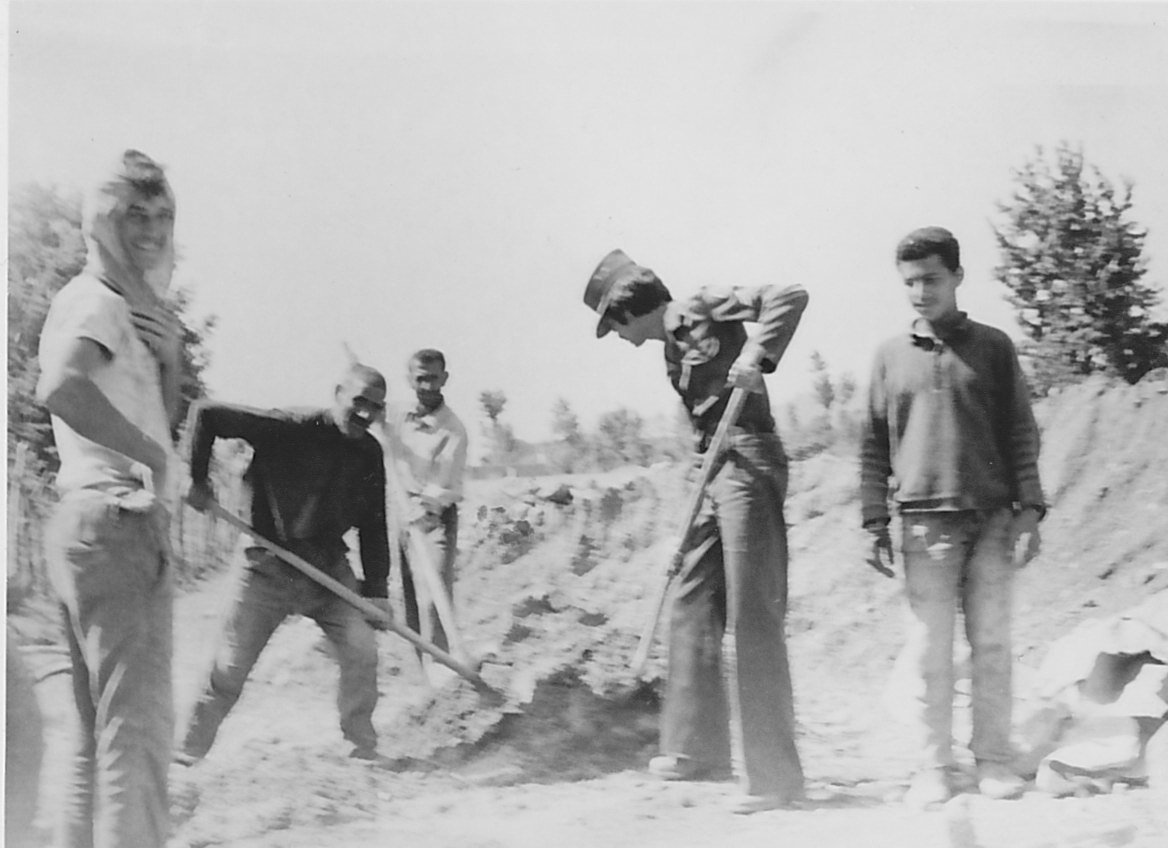
Ein Soldat der Armee für Wiederaufbau bei Fundamentarbeiten für eine Schule

Am 9. Februar 1964 wurde vom Parlament das Gesetz zum Aufbau einer Gesundheitsarmee verabschiedet. Ziel der Gesundheitsarmee war die Verbesserung der Gesundheitsversorgung im ländlichen Raum. Wehrpflichtige Ärzte, Zahnärzte, Tierärzte und diejenigen, die eine Ausbildung im Gesundheitswesen besaßen, konnten an Stelle des Wehrdienstes ihre Dienstzeit in der Gesundheitsarmee ableisten. Für Freiwillige wurde von der Armee eine Ausbildung zum Sanitäter angeboten. Wer seinen Wehrdienst in der Gesundheitsarmee absolviert hatte, wurde im staatlichen Gesundheitswesen bevorzugt eingestellt.

### Armee für Wiederaufbau und Verschönerung (Sepah-e Tarvidsch va Abadani)
Die dritte „Armee der weißen Revolution“ war die Armee für Wiederaufbau und Verschönerung (Sepah-e Tarvisch va Abadani), die mit einem am 10. Januar 1965 verabschiedeten Gesetz eingerichtet wurde. Die Wehrpflichtigen wurden in Zusammenarbeit zwischen dem Verteidigungsministerium und dem Landwirtschaftsministerium sowie dem Wohnungsbauministerium ausgebildet und eingesetzt. Zunächst war an einen Einsatz im Bereich der Modernisierung der Landwirtschaft und dem Bau von Schulen, öffentlichen Bädern usw. gedacht, um die Lebensqualität in den Dörfern zu steigern. Studenten im Bereich des Landbaus und der Tierzucht mussten ihren Wehrdienst in dieser Armee ableisten, um Bauern und Landwirte über moderne Methoden der Landwirtschaft und der Tierzucht informieren zu können.

### Landreform
Im Rahmen der Landreform wurden etwa 2 Millionen Bauern zum ersten Mal Grundeigentümer. Ein Bauer aus einem Dorf in der Nähe von Schiraz beschreibt die Auswirkungen des Reformprogramms wie folgt:

„Natürlich hat sich mein Leben verbessert. Vor zehn Jahren konnten weder ich noch meine Frau lesen und schreiben. Unsere Kinder besuchten keine Schule. Sie arbeiteten mit uns auf dem Feld, das einem Fremden gehörte. Wenn ich Glück hatte, bekam ich ein Fünftel der Ernte. Öfter fiel die Ernte gering aus. Heute gehört das Land uns. Wir haben Maschinen für die Arbeit. Alle meine Kinder waren in der Schule. Meine älteste Tochter hat einen Ingenieur aus der Stadt geheiratet. Meine Frau und ich wählen unseren Dorfrat. Wir können lesen und schreiben, weil es uns ein junger Mann von der Armee des Wissens beigebracht hat.“

Kritiker bemängelten, dass 65 % der Bauern weniger als 5 Hektar Land erhielten; 1,1 Million blieben gänzlich landlos oder lebten nomadisch. Die gleichzeitig vorangetriebene Mechanisierung führte dazu, dass beschäftigungslose Landarbeiter in die Städte strömten; die interne Migration stieg auf etwa 8 %, die städtische Bevölkerung auf 46 % der Gesamtbevölkerung. Die landwirtschaftliche Produktion sank derweil, weil die festgelegten Höchstpreise für landwirtschaftliche Erzeugnisse keinen Anreiz boten, die Produktion zu steigern, weil billige Importe die landwirtschaftliche Produktion im Inland unwirtschaftlich machten und weil man von bewährten, traditionellen Methoden abging.

## Reaktionen
Seine quietistische Einstellung hielt Großajatollah Hossein Borudscherdi nicht davon ab, in wichtigen politischen Fragen seinen Einfluss geltend zu machen. Gegen die Frauenemanzipation und Landreform eingestellt erließ er am 16. Mai 1960 eine Fatwa gegen die Reformen des Schahs. Aus Rücksicht auf Borudscherdi setzte der Schah erst nach dem Tod von Borudscherdi und nach einer Reihe von Konzessionen gegenüber der Geistlichkeit sein Reformprogramm um. So wurde der Islamunterricht in den Schulen ausgeweitet, Unterhaltungsveranstaltungen auf öffentlichen Plätzen und in öffentlichen Einrichtungen während religiöser Feiertage verboten, die Verpflichtung des Schahs, für den schiitischen Islam einzutreten, erneuert, die staatliche Unterstützung für den Bau von Moscheen erhöht und die Zahl der Pilger, die mit Unterstützung öffentlicher Mittel nach Mekka reisen konnten, gesteigert.
Trotz der überwältigenden Zustimmung der Iraner im Referendum vom 26. Januar 1963 lehnten einige Kleriker die Weiße Revolution weiter ab. Der schärfste Gegner der angestrebten Reformen war Ruhollah Chomeini. Am 3. Juni 1963 griff Chomeini während der Aschura-Feierlichkeiten den Schah in einer Rede in Ghoms Faizieh-Schule persönlich an, indem er eine Rede gegen den Tyrannen unserer Zeit hielt:

„Diese Regierung ist gegen den Islam gerichtet. Israel ist dagegen, dass im Iran die Gesetze des Korans gelten. Israel ist gegen die erleuchtete Geistlichkeit […] Israel benutzt seine Agenten in diesem Land, um den gegen Israel gerichteten Widerstand zu beseitigen […] der Koran, die Geistlichkeit … Oh Mr. Schah, oh erhabener Schah, ich gebe Ihnen den guten Rat, nachzugeben und (von diesen Reformen) abzulassen. Ich will keine Freudentänze der Bevölkerung sehen, an dem Tag, an dem Sie das Land auf Befehl Eurer Meister verlassen werden, so wie alle jubelten, als Ihr Vater das Land einst verlassen hat.“

Nach dieser Rede wurde Chomeini am 5. Juni 1963 (15. Chordad) verhaftet. Er sollte das Land verlassen müssen und nicht Mohammad Reza Schah, so wie Chomeini es vorausgesehen hatte, wenn dieser sein Reformprogramm nicht einstellte.

### Proteste und Demonstrationen

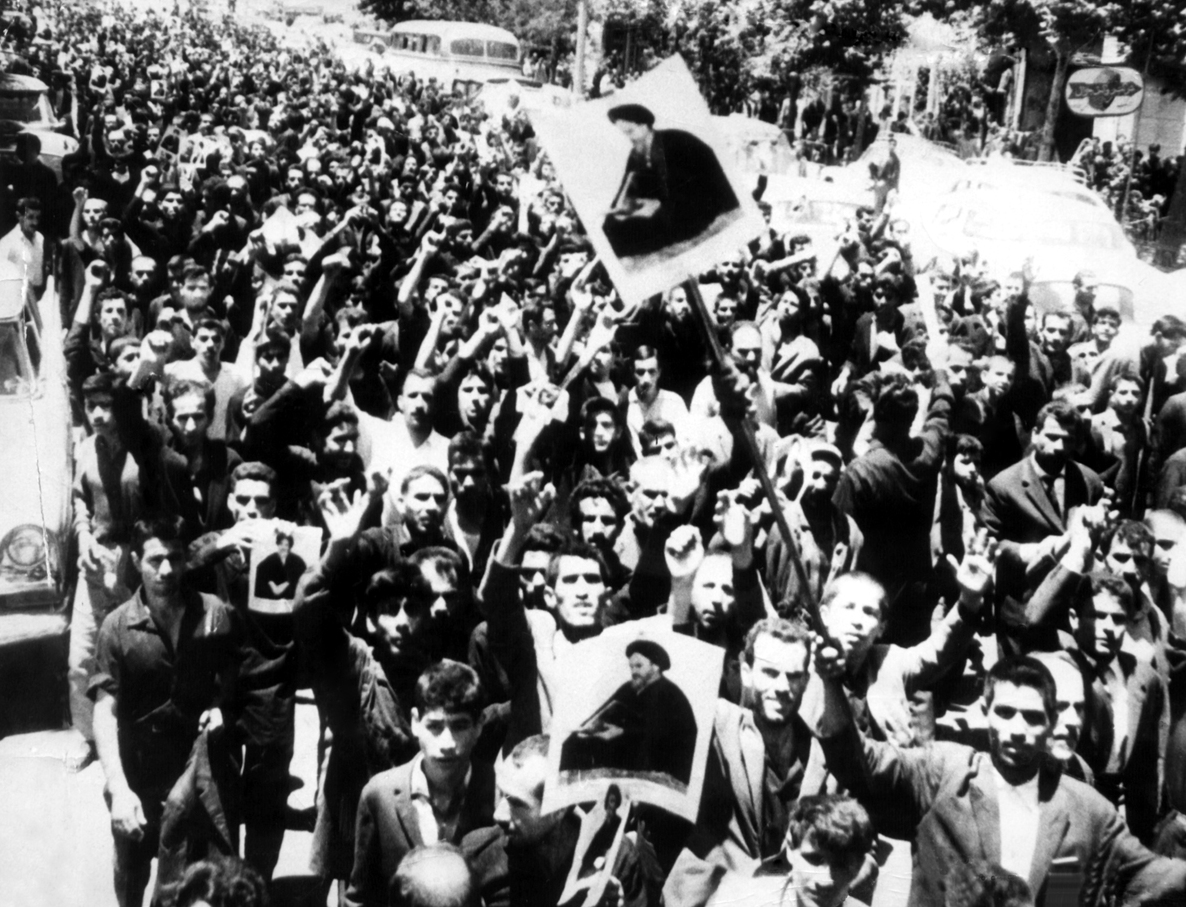
Proteste gegen die Weiße Revolution

Die Rede Chomeinis gegen die Reformen der Weißen Revolution wurden von gewalttätigen Demonstrationen in Ghom, Schiras, Maschhad und Teheran begleitet. Mehr als 10.000 Demonstranten zogen am 5. Juni 1963 durch die Straßen Teherans, um gegen die Verhaftung Chomeinis zu protestieren. Premierminister Alam rief die Armee zu Hilfe, nachdem er nur noch mit einem gepanzerten Fahrzeug den Regierungssitz hatte verlassen können. Zum ersten Mal nach dem Zweiten Weltkrieg herrschte in Teheran der Ausnahmezustand. Truppen marschierten in den Straßen auf und es wurde auf Demonstranten geschossen. Tausende wurden verletzt. Die Zahl der Toten wurde von Premierminister Alam mit 20 angegeben. Chomeini und seine Anhänger sprachen von 15.000 toten Demonstranten, für Chomeini ein klarer Beweis für die „Verbrechen des Schahs am iranischen Volk“. Nach einer Ende der 1990er Jahre durchgeführten Untersuchung von Emad al-Din Baghi, bei der er sich auf Daten der iranischen „Märtyrer-Stiftung“ (Bonyade Schahid) stützte, waren am 5. Juni 1963 in Teheran bei den gewalttätigen Ausschreitungen 32 Demonstranten zu Tode gekommen. Der Widerstand gegen Mohammad Reza Schah unter Chomeini hatte sich formiert. Führende Politiker der Islamischen Republik Iran erklären heute, dass der Aufstand im Juni 1963 gegen die Wahlrechtsreform Alams die Geburtsstunde der islamischen Revolution gewesen sei.
Trotz erheblicher Widerstände des Klerus setzte der Schah seine Reformpläne, die 1963 von der Mehrheit der Bevölkerung mit unterstützt wurden, durch. Premierminister Alam hatte als erster den politischen Preis für die angestrebten Reformen zu zahlen: Nach der gewaltsamen Niederschlagung der gegen die Reformen gerichteten Proteste war sein politisches Schicksal als Premierminister besiegelt. Am 7. März 1964 trat Alam zurück.

### Die Ermordung von Premierminister Mansour
Nach dem Rücktritt von Premierminister Alam folgte Hassan Ali Mansour. Während Alam von den Reformgegnern lediglich zum Rücktritt gezwungen worden war, bezahlte Premierminister Mansour seinen Einsatz für die Reformen mit seinem Leben. Am 22. Januar 1965, wenige Tage vor dem zweiten Jahrestag der Weißen Revolution, hielt der Wagen von Mansour gegen 10 Uhr vor dem Parlamentsgebäude an. Mansour wollte seine erste Rede zur Lage der Nation vor dem Parlament halten. Mansour stieg aus dem Wagen aus und Mohammad Bokharaii, ein Mitglied der Fedajin-e Islam, trat aus der Menge der wartenden Zuschauer auf Mansour zu und schoss drei Mal. Mansour wurde zurück in den Wagen gelegt und zum Krankenhaus gefahren, wo er nach fünf Tagen verstarb.

### Amir Abbas Hoveyda wird Premierminister
Mohammad Reza Schah wollte sich auch durch einen Mordanschlag auf den Premierminister nicht von seinem Reformvorhaben abbringen lassen. Er ernannte den engen Vertrauten Mansours Amir Abbas Hoveyda bis zu seiner Bestätigung durch das Parlament zum geschäftsführenden Premierminister. Hoveyda sollte für die nächsten 13 Jahre Premierminister bleiben und die Weiße Revolution endgültig zu ihrem wirtschaftlichen Erfolg führen.
Nach dem Tod des Großajatollahs Borudscherdi und der Ausweisung Chomeinis war die Geistlichkeit in ihrer Einstellung zu dem Reformprogramm gespalten. Großajatollah Kasem Schariatmadari, der Verbindungen zur Nationalen Front unterhielt, sprach sich nicht grundsätzlich gegen Reformen aus, so lange die Geistlichkeit in den Reformprozess einbezogen wurde. Die Mehrheit der Geistlichen war aber vor allem gegen den Ausbau des Bildungssystems und die Stärkung der Rechte der Frauen. Die Traditionalisten waren der Meinung, dass Bildung und mehr politische Rechte für Frauen nur die Prostitution fördern würde.
Schah Mohammad Reza Pahlavi wollte trotz ihrer Opposition die Geistlichkeit für sein Reformprogramm gewinnen, indem er den Bau der Farhabad-Moschee in Doschan Tape anordnete und den Nachdruck eines besonders kostbar ausgestalteten Korans, den Neiziri Koran, in Auftrag gab. Er stellte die Gründung einer islamischen Universität in Qom oder in Maschhad in Aussicht und betonte, dass sein Reformprogramm nach islamischen Prinzipien gestaltet sein und dass er die islamischen Ideale in der Weise umsetzen wolle, wie sie der Prophet intendiert hatte. Der Schah stiftete wertvolle und künstlerisch ausgestalte Türen mit Gold- und Silberbeschlägen für die Schah-e Tscheraq-Moschee in Schiras und ab 1967 wurden Trauerzeremonien während des Trauermonats Muharram im staatlichen Fernsehen übertragen. Nach seiner Krönung begab sich der Schah auf eine Pilgerreise nach Maschhad.

## Ausbau des Reformprogramms
In den Folgejahren wurde das Reformprogramm der Weißen Revolution um die folgenden Punkte erweitert:

### 1964
1. Unentgeltliche medizinische Betreuung
2. Gründung genossenschaftlicher Kooperativen in der Landwirtschaft
3. Einrichtung von Schiedsgerichten

### 1967
1. Verstaatlichung von Flüssen und Seen
2. Wiederaufbauprogramm für Städte und ländliche Gebiete
3. Reorganisation der staatlichen Verwaltung
4. Dezentralisierung des Bildungswesens

### 1975
1. Neues Familienrecht mit einer weitgehenden Gleichstellung von Mann und Frau, faktische Abschaffung der Mehrehe, gleichwertiges Scheidungsrecht für Frauen, verpflichtende Unterhaltsleistungen für Frau und Kind bei Scheidung, Sorgerechtszuweisung für gemeinsame Kinder an die Witwe beim Tod des Ehegatten
2. Mitarbeiterbeteiligung an staatlichen und privaten Unternehmen
3. Staatliche Preisüberwachung
4. Kostenlose Nahrungsergänzungsmittel für schwangere Frauen und Kleinkinder bis zum 3. Lebensjahr
5. Kostenlose Ausbildung und kostenlose Schulspeisung für alle Kinder vom Kindergarten bis zur 6. Klasse (Primarstufe)
6. Einführung eines landesweiten Sozialhilfesystems
7. Mehr westliche Filme werden (auch ungekürzt) gezeigt

### 1977
1. Preiskontrolle für Grundstücke
2. Veröffentlichung der Einkommen hoher Regierungsbeamter und deren Frauen und Kinder

## Politische Liberalisierung und „Öffnung des politischen Raumes“
Mit der Übernahme des US-Präsidialamtes durch Jimmy Carter im Januar 1977 und dessen politischer Schwerpunktsetzung im Bereich Menschenrechte änderte sich auch das politische Reformprogramm Mohammad Reza Schahs. Die gesellschaftlichen Reformen, die zu Beginn der Weißen Revolution noch Teil des Reformprogramms waren, waren im Vergleich zu den wirtschaftlichen Reformen vernachlässigt worden. Dies sollte sich nun grundlegend ändern.
Spätestens mit dem Amtsantritt Dschamschid Amusegars als Premierminister war der „Offene Politische Raum“ erklärte Politik. Bereits im Mai und Juni 1977 hatte die Regierung das Internationale Komitee vom Roten Kreuz (IKRK) eingeladen, die iranischen Gefängnisse zu begutachten. Mit den leitenden Vertretern von Amnesty International und der Internationalen Juristenkommission fanden Gespräche über die Abschaffung der Folter und Verbesserungen in den Gefängnissen sowie über die Stärkung der rechtlichen Position von Verhafteten statt.
Darius Homayun, der Informationsminister Amzuegars, erklärte:

„Niemand soll sich davor fürchten, die Regierung zu kritisieren.“

Demokratisierung war die allgemeine politische Zielsetzung. Allerdings war Mohammad Reza Schah davon überzeugt, dass Demokratie im Iran nicht einfach aus dem Ausland übernommen werden konnte, sondern sich auf der Grundlage der iranischen Besonderheiten entwickeln müsse. Seine Vorstellungen von dem zukünftigen iranischen demokratischen Staat veröffentlichte er 1978 in dem Buch „Auf dem Weg zur Großen Zivilisation“.